# Ратиборські князі

Герб Ратиборського князівства

Ратиборські князі — володарі і правителі самостійного Ратиборського князівства, що виникло у 1170-х роках, внаслідок поділу незалежного Сілезького князівства. Столицею князівства було місто Ратибор. В ньому правили князі з Ратиборської гілки династії Сілезьких П'ястів та з династії Сілезьких Пржемисловичів.  
Ратиборське князівство постало 1172 року, як володіння князя Сілезії Мешка I та охоплювало князівства Ратиборське, Тешинське, Козельське, Освенцимське і Битомське. 1202 року ці князівства були об'єднані з Опольським князівством. 
Відновлення незалежності князівства відбулося 1290 року, коли воно перейшло до Перемисла Ратиборського, молодшого сина Володислава І Опольсько-Ратиборського. Коли 1336 року князь Лешек Ратиборський, син князя Перемисла, помер бездітним, король Богемії Іван І Люксембурзький передав князівство Опавському князю Миколі II з гілки Сілезьких Пршемисловичів. Це призвело до об'єднання Ратиборсько-Опавського князівства. 1377 року Ратибор перейшов сину Миколи ІІ Івану I Ратиборському. Після цього князівством правили його нащадки.
У 1511 році князь Валентин Пршемислович уклав спадковий договір з Опольським князем Іваном II П'ястом. Після смерті бездітного Валентина, 1521 року той об'єднав князівство у Опольсько-Ратиборське. 1532 року, після смерті бездітного Івана ІІ, князівство увійшло до складу земель Богемської корони як безпосереднє (імедіатне) князівство.

Мапа Ратиборського князівства

1742 року князівство відійшло до Пруського королівства. 1821 року Гесен-Ротенбурзький ландграф Віктор Амадей отримав князівства Корвей і Ратибор (як князівства, яким він міг вільно розпоряджатися) як компенсацію за Рейнські землі. Оскільки він був бездітним, то заповів маєток і титул племінникам своєї дружини з дому Гогенлое-Шилінгсфюрст. Після його смерті в 1834 році і подальшого врегулювання питань спадщини, в жовтні 1840 року пруський король Фрідріх Вільгельм IV підтвердив отримання титулів князя Ратиборського і Корвейського для Віктора Гогенлое-Шилінгсфюрста та його нащадків.

## Список князів
Сілезькі П'ясти (1172–1327)

- Мешко I Кривоногий, князь Сілезії, князь Опольський і Ратиборицький (1172–1211)
- Казимир I Опольський, князь Опольський і Ратиборський (1211–1230)
- Генрик І Бородатий, князь Сілезії, князь Опольський, Вроцлавський і Ратиборський (1230–1238)
- Генрик II Побожний, князь Сілезії, князь Краківський і Ратиборський (1238–1239)
- Мешко ІІ Опольський, князь Опольський і Ратиборський (1239–1246)
- Володислав Опольсько-Ратиборський, князь Опольський і Ратиборський (1246–1281)
- Премислав Ратиборський, князь Ратиборський (1281–1306)
- Мешко I Тешинский, співправитель-князь Ратиборський (1281—1290), князь Тешинський (1290—1315)
- Лешек Ратиборський, князь Ратиборський (1306—1336 ), князь Козельський (1334—1336)

Опавські Перемисловичі (1336–1521)

Варіант герба Ратиборського князівства

- Микола І, князь Ратиборсько-Опавський (1336–1365)
- Іван I Ратиборський князь Ратиборсько-Опавський (1365–1378), князь Карновський (1377—1380)
- Іван II Залізний, князь Ратиборсько-Карновський (1380—1424)
- Вацлав II Ратиборський, князь Ратиборсько-Карновський (1424—1437), князь Ратиборський (1437—1456)
- Іван ІІІ Ратиборський, князь Ратиборський (1456–1493)
- Микола ІІІ Ратиборський, князь Ратиборський (1493–1506)
- Іван IV Ратиборський, князь Ратиборський (1493–1506)
- Валентин Горбатий, князь Ратиборський (1506–1521)

Різні династії (1521–1552)

- Іван Добрий П'яст, князь Опольський і Ратиборський (1521–1532)
- Геор, маркграф Бранденбург-Ансбаху, князь Опольський і Ратиборський (1532–1543)
- Георг Фрідрих, маркграф Бранденбург-Ансбаху, князь Опольський і Ратиборський (1543–1552)

Габсбурги (1552–1645)

- Фердинанд I Габсбург, король Богемії, князь Опольський і Ратиборський (1552–1564)
- Максиміліан II Габсбург, король Богемії, князь Опольський і Ратиборський (1564–1576)
- Рудольф II Габсбург, король Богемії, князь Опольський і Ратиборський (1576–1612)
  - Сигізмунд Баторій, князь Трансильванії, князь Опольський і Ратиборський (1597-1598)
- Матвій Габсбург, король Богемії, князь Опольський і Ратиборський (1612–1619)
- Фердинанд II Габсбург, король Богемії, князь Опольський і Ратиборський (1619–1637)
  - Гаврило Бетлен, князь Трансильванії, князь Опольський і Ратиборський (1622-1625)
- Фердинанд III Габсбург, король Богемії, князь Опольський і Ратиборський 1637–1645)

Вази (1646–1663)
- Володислав IV, король Речі Посполитої, Великий князь Литовський і Руський, князь Опольський і Ратиборський (1645-1648)
- Іван Казимир II, король Речі Посполитої, Великий князь Литовський і Руський, князь Опольський і Ратиборський (1648)
- Карло Фердинанд, князь Опольсько-Ратиборський (1648-1655), князь-єпископ Вроцлавський, князь Ниський
- Іван Казимир II, король Речі Посполитої, Великий князь Литовський і Руський, князь Опольський і Ратиборський (1655)
- Марія Луїза Гонзага, дружина короля Івана ІІ Казимира, княгиня-консорт Ратиборська (1655–1663)

Різні династії (1663–1666)

- Генрик III Бурбон-Конде, князь Ратиборський (1663)
- Марія Луїза Гонзага, княгиня Ратиборська (1663–1666)

Габсбурги (1666–1742)

- Леопольд I Габсбург, король Богемії, князь Опольський і Ратиборський (1666-1705)
- Йосип I Габсбург, король Богемії, князь Опольський і Ратиборський (1705-1711)
- Карл VI Габсбург, король Богемії, князь Опольський і Ратиборський (1711-1740)
- Марія-Терезія, королева Богемії, княгиня Опольська і Ратиборський (1740-1742)

1742 р. - за наслідками Сілезької війни відповідно до Губертусбурзької угоди Ратиборське князівство було окуповане Пруссією.

Гогенцоллерни (1742–1840)

- Фрідріх II, король Прусії, князь Ратиборський (1742–1786)
- Фрідріх-Вільгельм II, король Прусії, князь Ратиборський (1786–1797)
- Фрідріх-Вільгельм III, король Прусії, князь Ратиборський (1797–1821)

- Віктор Амадей, ландграф Гессен-Ротенбург, князь Корвейський (1815–1834), князь Ратиборський (1821–1834)

Племінник і спадкоємець Віктора Амадея, отримав титул 1880 року від Німецького імператора Вільгельма I після врегулювання питання спадщини та відмови від князівства Ґоґенлое та почали користуватись титулом фон Ратибор-і-Корвей

Ґоґенлої (1840–сьогодні)

- Віктор I Моріц, князь Ратиборський і князь Корвейський (1880–1893)
- Віктор II Амадей, князь Ратиборський і князь Корвейський (1893–1923)
- Віктор III Август, князь Ратиборський і князь Корвейський (1923–1945)
- Франц-Альбрехт Метерніх-Шандор, князь Ратиборський і князь Корвейський (1945–2009)
- Віктор Метерніх-Шандор, князь Ратиборський і князь Корвейський (2009–нині)